# Злая (река)
Злая (балт. Arga — Блестящая, и позднее нем. Arge — Злая) — река в России, протекает в Калининградской области. Устье реки находится в 17 км по правому берегу реки Ржевка. Длина реки составляет 62 км, площадь водосборного бассейна — 292 км². В 3 км от устья впадает левый приток Бударка.

## Данные водного реестра
По данным государственного водного реестра России относится к Балтийскому бассейновому округу, водохозяйственный участок реки — реки бассейна Балтийского моря в Калининградской области без рек Неман и Преголя. Относится к речному бассейну реки Неман и рекам бассейна Балтийского моря (российская часть в Калининградской области).
Код объекта в государственном водном реестре — 01010000312104300009728.